# Малиник
Малиник (вл. Мǎљиник/Mǎljinik) је планина у источној Србији. Припада Карпатским планинама, а његови највиши врхови су Велики Малиник (1.158 м) и Мали Малиник (1.019 м). 
Најистакнутије карактеристике Малиника је спектакуларни Лазарев кањон и Лазарева пећина у близини села Злот.